# Communauté de communes de la Vallée de la Bièvre
Pour les articles homonymes, voir CCVB.
La communauté de communes de la Vallée de la Bièvre (CCVB) est une ancienne communauté de communes située dans le département de la Moselle en région Grand Est.
Elle fait partie du pôle d'équilibre territorial et rural du Pays de Sarrebourg.

## Histoire
La communauté de communes de la Vallée de la Bièvre a été créée le 1er janvier 1998, par arrêté préfectoral du 24 décembre 1997.
Cette communauté de communes est appelée à disparaître le 1er janvier 2017. À partir de cette date, elle sera intégrée à la communauté de communes de Sarrebourg - Moselle Sud.

## Composition
Elle est composée de 11 communes :
| Nom                    | Code Insee | Gentilé           | Superficie (km2) | Population (dernière pop. légale) | Densité (hab./km2) |
| ---------------------- | ---------- | ----------------- | ---------------- | --------------------------------- | ------------------ |
| Troisfontaines (siège) | 57680      | Trifontains       | 12,85            | 1 283 (2014)                      | 100                |
| Brouderdorff           | 57113      |                   | 4,75             | 969 (2014)                        | 204                |
| Harreberg              | 57298      |                   | 6,34             | 399 (2014)                        | 63                 |
| Hartzviller            | 57299      |                   | 4,14             | 911 (2014)                        | 220                |
| Hesse                  | 57321      | Hessois           | 12,85            | 588 (2014)                        | 46                 |
| Hommert                | 57334      |                   | 3,49             | 353 (2014)                        | 101                |
| Niderviller            | 57505      | Nidervillois      | 10,78            | 1 222 (2014)                      | 113                |
| Plaine-de-Walsch       | 57544      |                   | 4,98             | 626 (2014)                        | 126                |
| Schneckenbusch         | 57637      | Schneckenbuschois | 2,12             | 297 (2014)                        | 140                |
| Walscheid              | 57742      | Walscheidois      | 38,35            | 1 586 (2014)                      | 41                 |
| Xouaxange              | 57756      |                   | 5,16             | 309 (2014)                        | 60                 |

## Administration
Le Conseil communautaire est composé de 26 délégués, dont 3 vice-présidents.
| Période                                  | Période  | Identité         | Étiquette | Qualité                           |
| ---------------------------------------- | -------- | ---------------- | --------- | --------------------------------- |
| Les données manquantes sont à compléter. |          |                  |           |                                   |
|                                          | En cours | Bernard Schleiss |           | Conseiller municipal de Walscheid |